# Shir
Koordinaten: 35° 12′ 4,9″ N, 36° 37′ 46,9″ O
Shir bzw. Schir (arabisch شير, DMG Šīr) ist ein spätneolithischer Fundplatz in Westsyrien, zwölf Kilometer nordwestlich der Stadt Hama, der Hauptstadt der gleichnamigen Provinz, gelegen. Die Siedlung befindet sich auf einer etwa 30 Meter hohen Terrassenformation oberhalb des Nahr as-Sārūt, eines Nebenflusses des Orontes.

## Forschungsgeschichte

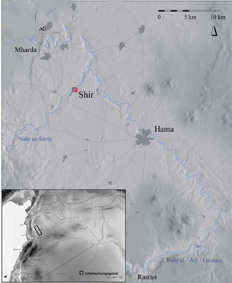
Lage des Fundplatzes Shir

Der Siedlungsplatz Shir wurde 2005 während eines Regionalsurveys im Gebiet des mittleren Orontes entdeckt und von 2006 bis 2010 von der Außenstelle Damaskus der Orient-Abteilung des Deutschen Archäologischen Instituts und der Direction Générale des Antiquités et des Musées de la Syrie im Rahmen eines Kooperationsprojektes archäologisch untersucht.
Die naturräumlichen Gegebenheiten weisen die Region des mittleren Orontes als eine der Gunstzonen Vorderasiens aus, die eine wesentliche Rolle während des Neolithisierungsprozesses (Neolithisierung = Transformation von wildbeuterisch-aneignenden Wirtschaftsformen mit mobiler Lebensweise zu Nahrung produzierender Ökonomie mit sesshaften Lebensformen im Zeitraum zwischen ca. 10000 und 6000 v. Chr.) gespielt haben muss, in der jedoch bisher vergleichsweise wenige neolithische Fundplätze bekannt sind.

## Die Siedlung
Der Fundplatz Shir ist nach Ausweis von 14C-Daten etwa zwischen 7000 und 6200/6100 v. Chr. (kalibrierte Daten) besiedelt. Gegen Ende des 7. Jahrtausends v. Chr. wird der Ort offenbar aufgelassen – möglicherweise aufgrund klimatischer Veränderungen – und danach nie wieder dauerhaft besiedelt. Dieser Umstand erlaubte die großflächige Freilegung verschiedener Bereiche des etwa vier Hektar großen Siedlungsplatzes, in denen unterschiedlichen Fragestellungen nachgegangen wurde. So wurden im Südareal auf einer Fläche von 450 m² stratigraphische Untersuchungen der Gesamtsequenz durchgeführt, im Zentralareal wurden die beiden jüngsten Siedlungsschichten auf einer Fläche von ca. 1200 m² freigelegt, im Nordostareal wurden zwei Gebäude mit besonderen Funktionen auf 700 m² untersucht.

## Architektur
Die stratigraphische Abfolge im Südareal belegt dort für den Zeitraum zwischen 7000 und 6450 v. Chr. sechs aufeinander folgende Bauschichten, die jeweils verschiedene Subphasen aufweisen. Hier konnte eine differenzierte Siedlungsentwicklung nachgewiesen werden, die in einzelnen Phasen durch eine starke planerische Komponente gekennzeichnet ist. Besonders auffallend ist in allen Schichten die spätere Entnahme des Steinmaterials, das offenbar immer wieder verwendet wurde. Die Bebauung der jüngeren Schichten des Zentralareals ist durch zahlreiche, formal heterogene Hauskomplexe charakterisiert, deren Zusammenhang jedoch durch Grubenhorizonte gestört ist. Diese Gebäude datieren in den Zeitraum um etwa 6300/6200 v. Chr.

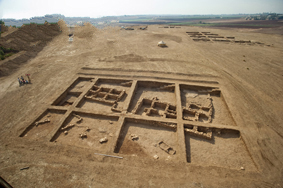
Nordostareal

Im Nordostareal wurde ein geplant wirkender Gebäudekomplex aus zwei Nordwest-Südost ausgerichteten Gebäuden mit insgesamt 16 Räumen erfasst, der wahrscheinlich gegen 6200/6100 v. Chr. aufgelassen wurde. Diese Gebäude waren wahrscheinlich zweistöckig, Struktur und Rauminhalte der erhaltenen und ergrabenen Untergeschosse deuten auf eine primäre Nutzung als Lagerräume/Magazine, die nur über Leitern durch die Obergeschosse zugänglich waren. Als Funktion dieser Gebäude wäre sowohl eine Nutzung als kommunaler Speicher als auch eine Nutzung als kombiniertes Wohn-Speichergebäude einer sozial herausgehobenen Person oder Personengruppe denkbar.
Die Gebäude in Shir weisen in der Regel Fundamentmauern aus dem in der Region anstehenden Kalkstein auf, während das aufgehende Mauerwerk aus Lehmziegeln oder Stampflehm (Pisé) gefertigt wurde, von dem sich wenig erhalten hat. Auffallendstes Merkmal in den Wohnbauten aller Schichten bilden massive, aufwändig konstruierte Fußböden aus Kalkmörtel. Diese Technik ist bereits im Frühneolithikum (10. bis 8. Jahrtausend v. Chr.) bekannt und durch einen hohen Bedarf an Brennmaterial charakterisiert, so dass eine gewisse Umweltzerstörung in Siedlungsnähe nicht ausgeschlossen werden kann.
Die ökologische Basis des Siedlungsplatzes war außerordentlich günstig, da mindestens zwei ertragreiche Habitate genutzt werden konnten: Der siedlungsumgebende, offene Eichenwald und der dichte Flussauenwald des Sarut sowie des Orontes, der etwa vier Kilometer westlich der Siedlung liegt. Die Wasserversorgung war durch den ganzjährig Wasser führenden Sarutfluss gesichert. Rohmaterialien zur Gebäudekonstruktion und Fertigung von Gegenständen des täglichen Bedarfs wie Kalkstein und Basaltstein, Silex und Ton waren in unmittelbarer Siedlungsnähe verfügbar. Die fruchtbaren Terra-Rossa-Böden der Region erlaubten ertragreichen landwirtschaftlichen Anbau. Wie die paläobotanischen Daten zeigen, wurden in Shir alle wichtigen Getreide und Hülsenfrüchte angebaut: Gerste, Emmer/Einkornweizen, Nacktweizen, Linsen, Platterbsen, Kichererbsen und Linsenwicke. Unter den Wildpflanzen sind Pistazie, Feige und Mandel hervorzuheben. Das tierische Nahrungsspektrum umfasste neben den domestizierten Arten Schaf, Ziege und Rind auch Jagdtiere wie Gazelle und Hirsch.

## Bestattungen

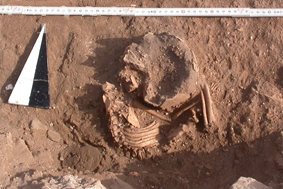
Säuglingsbestattung

Innerhalb des im Südareal freigelegten Siedlungsbereiches existieren zahlreiche Bestattungen. Es handelt sich dabei überwiegend um Gräber von Kindern und Säuglingen, die sich in den Gebäuden unter Mauern und Kalkmörtelestrichen befinden. Bestattungen von Erwachsenen sind seltener und liegen in Form von Einzelgräbern eher außerhalb der Häuser. In der jüngsten Schicht des Zentralareals findet sich ein größerer Bereich mit zahlreichen Bestattungen, der möglicherweise als extramurale Nekropole angesprochen werden kann. Alle Gräber sind beigabenarm, besondere Objekte sind Türkisperlen, die jedoch nur bei Säuglingsbestattungen vorkommen.

## Funde
Die Siedlung Shir weist bereits in der ältesten Schicht aus dem Zeitraum um 7000 v. Chr. Keramikfunde auf. Diese Keramik gehört damit zu den frühesten Funden im Vorderen Orient. Aus gebranntem Ton hergestellte Behälter stellen eine der wichtigsten Innovationen am Übergang vom Frühneolithikum zum Spätneolithikum Vorderasiens um 7000 v. Chr. dar. Dabei ist die älteste, bisher bekannte Gefäßkeramik bereits von sehr hoher Qualität. Es handelt sich um die sogenannte Dark Face Burnished Ware (DFBW), eine mineralisch gemagerte, glänzend polierte Keramik, deren vorrangige Formen in Shir kleine Töpfe und Schalen bilden und die wohl nur in geringen Mengen produziert wurde.

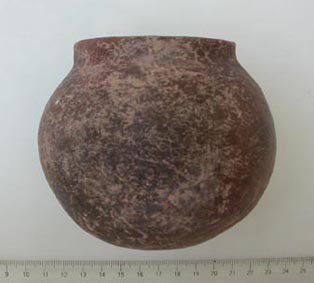
Gefäß der Dark Faced Burnished Ware

Einen besonderen Typ der DFBW stellt die mit Schnur- und Gewebeeindrücken verzierte Schnurband-Keramik dar, die wichtige Informationen zur neolithischen Textilherstellung gibt. Ab etwa 6500 v. Chr. wird Keramik in bedeutend größeren Mengen, jedoch in geringerer Qualität hergestellt. Die sog. Coarse Ware ist überwiegend vegetabil gemagert und weist selten Verzierungen auf. Als bedeutende Innovation in der zweiten Hälfte des 7. Jahrtausends v. Chr. kann das Herstellen von Großgefäßen mit Höhen zwischen 0,80 und 1,00 Meter gelten. Diese wurden wahrscheinlich als Vorratsgefäße für die Aufbewahrung von pflanzlichen Lebensmitteln verwendet.

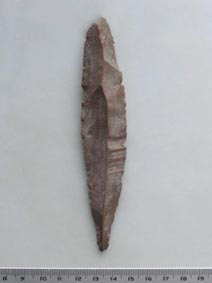
Geschossspitze des Amuq-Typs

Neben Keramik bilden Geräte aus Silex das Gros des Fundspektrums. Innerhalb des Gerätespektrums ist die vergleichsweise große Anzahl von Sicheln, die für die Ernte der pflanzlichen Nahrungsgrundlagen verwendet wurden, auffallend. Daneben bilden Geschossspitzen des Amuq- und Byblostyps eine weitere herausragende, jedoch kleine Gruppe des Gerätespektrums.
Dieses wird dominiert durch die sehr große Zahl von sogenannten Ad-hoc-Geräten, das heißt einfachen Silexabschlägen ohne elaborierte Formen. Dieser Rückgang definierter Formen dürfte einerseits mit der günstigen Rohstoffsituation in Shir zusammenhängen, wo hochqualitativer Silex direkt in der Terrassenformation unterhalb der Siedlung ansteht, andererseits jedoch auch mit dem Rückgang von Jagdaktivitäten zu tun haben. Das Rohmaterial der in geringer Anzahl vorkommenden Abschläge und Geräte aus Obsidian stammt aus Zentralanatolien.

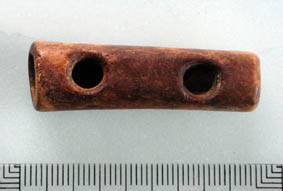
Knochenflöte

Im weiteren Fundmaterial sind Waffen wie Schleudersteine, Bolas sowie Geräte zur Nahrungszubereitung wie Reibsteine, Mörser und Stößel besonders zahlreich vertreten. Auch Gegenstände, die höchstwahrscheinlich mit Textil- und Lederverarbeitung zu tun haben, wie Nähnadeln, Ahlen und Schaber, kommen häufig vor. Die Objekte wurden zunächst vermutlich in einzelnen Häusern bei Bedarf hergestellt, aus den jüngeren Siedlungsphasen sind zudem Sammelfunde von halbfertigen Produkten (z. B. Nähnadeln aus Tierknochen) bekannt, die eine gewisse handwerkliche Spezialisierung zeigen. Unter den Artefakten aus Knochen ist ein perforiertes, flötenartiges Objekt hervorzuheben. Typische Schmuckgegenstände sind verschiedene Formen von Anhängern und Perlen sowie Finger- und Armringe, auch Lippenpflöcke treten auf. Besondere Schmuckstücke sind die sogenannten „Schmetterlingsperlen“ aus Grünstein (Serpentinit und grüner Obsidian) sowie kleine zylindrische Perlen aus Türkis. Diese Gesteine sind lokal nicht vorhanden und ihre Existenz bestätigt die Teilhabe der Siedlung Shir an großräumigen Tauschnetzwerken, die mindestens von Anatolien bis zur Sinai-Halbinsel reichten.
Die Untersuchungen in Shir geben einen umfassenden Einblick in die Entwicklung eines neolithischen Dorfes über einen Zeitraum von annähernd 800 Jahren. Die erfassten Daten belegen komplexe Architektur, differenzierte Rohstoffnutzung und elaborierte Technologien zur Herstellung von Gebäuden und Artefakten. Sie zeigen zudem, dass Shir in das neolithische Austausch- und Kommunikationsnetz zwischen Anatolien und dem Roten Meer eingebunden war, und belegen im Vergleich mit zeitgleichen Siedlungen in der Levante, Nordmesopotamien und dem anatolischen Raum die starke regionale Komponente der kulturellen Entwicklung im Spätneolithikum.